# Giuseppe Tonutti
Giuseppe Tonutti (Udine, 19 de marzo de 1925 – Fagagna, 23 de julio de 2018) fue un político italiano, que fue senador de 1976 a 1987. Militó en la Democracia Cristiana.
Tonutti fue elegido por el Senado italiano como por la Democracia Cristiana de 1979 y estuvo allí tres legislaturas hasta 1987.
Fuera de la política, Tonutti trabajó en el mundo de los negocios, haciendo la función de presidente de la Cassa di Risparmio del Friuli Venezia Giulia.